# الجمعية الأمريكية لعلوم البساتين
الجمعية الأمريكية لعلوم البساتين هي أكبر منظمة غير ربحية مخصصة لتعليم وتطبيق وتطوير جميع جوانب بحوث البستنة، تأسست في عام 1903 في الإسكندرية (فرجينيا)، ومن مؤسسيها ليبرتي هايد بيلي.